# Association coréenne d'espéranto
Fondée en 1920, l'Association coréenne d'espéranto (Korea Esperanto-Asocio, ou KEA) regroupe les espérantistes de Corée du Sud.
Présidée par le professeur Lee Young-koo, elle compte 250 membres et publie un périodique, La Lanterno Azia (eo).
Fondée en 1958 et membre de l’Organisation mondiale des jeunes espérantophones depuis 1964, l'association de jeunesse Korea Esperanto-Junularo, présidée par Milo Kim, compte 150 membres et publie Verda Voĉo. 
L'association coréenne d'espéranto est membre de l'UEA depuis 1976.

## Coordonnées
- Adresse postale : 1601 Kang Byeon Hanshin Core B/D, 350 Mapo-dong, Mapo-ku, Séoul 121-703
- Téléphone :  (82 2) 717-6974
- Fax:  (82 2)717-6975

## Site internet
- Site

## Autres liens
- Présentation sur le site d'Esperanto Universe
- Présentation sur le site de l'UEA